# Miguel Ángel de la Cueva
Miguel Ángel de la Cueva est un acteur mexicain de cinéma et de télévision.

## Filmographie
- 1991 : Seeds of Tragedy de Martin Donovan (téléfilm)
- 1992 : El alienado de Juan Luis Obregón
- 1994 : El viaje en paracaídas d'Alan Coton
- 1995 : Cilantro y perejil de Rafael Montero
- 1995 : Mujeres insumisas d'Alberto Isaac